# Morugem

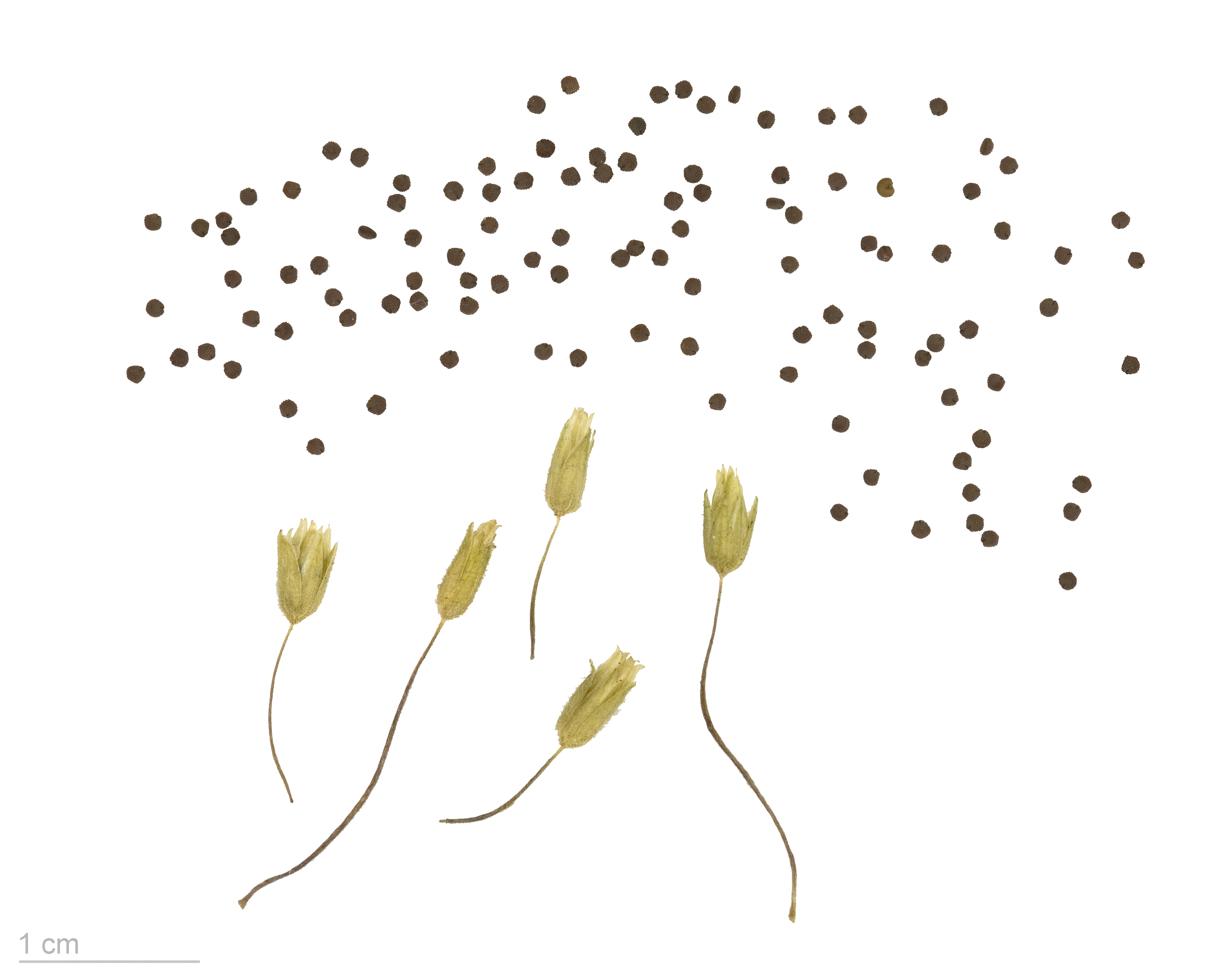
Stellaria media - MHNT

A morugem (Stellaria media), também conhecida como erva-estrela, morugem-branca, morugem-verdadeira, esparguta, erva-pontiaguda, morugem vulgar ou merugem, pertence à família das Caryophyllaceae.
As suas flores, pequenas, solitárias ou geminadas, formam corimbos que se bifurcam na extremidade dos caules floríferos. As pétalas e as sépalas (cinco cada) têm, grosso modo, o mesmo tamanho. As sépalas têm bordos membranosos e uma forma entre o ovado e o lanceolado. Cada pétala parece, à primeira vista, duas, já que são bipartidas, parecendo duas asas brancas de insecto. Por vezes não apresentam pétalas. Cada flor tem exactamente 10 estames. Os frutos têm a forma de cápsulas (entre o ovóide e o oblongo) que ficam pendentes.

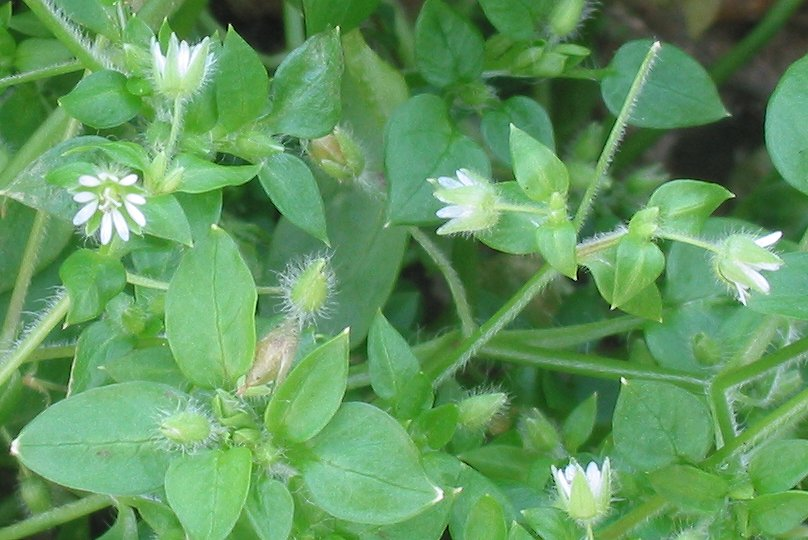
Caules de morugem, onde é visível a fiada de pêlos que alterna de entrenó para entrenó

É uma planta anual ou vivaz que se apresenta na forma de pequenos tufos de rebentos de aspecto frágil, apresentando uma fiada de pêlos longitudinal que alterna em cada nó, seguindo sempre na mesma direcção em cada entrenó (por vezes, mas raramente, apresentam-se glabros, ou lisos).
As suas folhas são quase ovadas, pontiagudas, com um longo pecíolo que pode apresentar alguns pêlos que não continuam, geralmente, no resto da margem da folha.
A medicina tradicional atribui a esta planta várias propriedades medicinais. Em forma de pomada ou cataplasma envolvida em gaze se usa para el aliviar úlceras, feridas e psoríase.
Na culinária japonesa é utilizada como um ingredientes do prato simbólico do festival de primavera.
É consumido como alimento pelos canários e mais 30 espécies de aves.
É considerada uma erva daninha nos campos de cultivo e jardins da Europa, onde é muito comum, durante todo o ano. Terá tido origem no sul da Europa.

## Plantas semelhantes
- Stellaria graminea
- Stellaria holostea